# トゥリオ・セラフィン
トゥリオ・セラフィン（Tullio Serafin, 1878年9月1日 - 1968年2月2日）は、イタリアの指揮者。

## 略歴

### デビュー
ヴェネツィア近郊のロッタノーヴァ・ディ・カヴァルツェレ出身。ミラノ音楽院でヴァイオリンを学び、卒業後はヴァイオリン奏者としてミラノ・スカラ座のオーケストラに加わった。しかしほどなくしてセラフィンは母校ミラノ音楽院に戻り、対位法や作曲を学んでいる。1898年、セラフィンはフェラーラのテアトロ・コムナーレにおいてヴェルディの歌劇『アイーダ』およびフランケッティの歌劇『ジェルマニア』を指揮してプロ指揮者としてのデビューを飾った。

### スカラ座監督
指揮者デビュー後、セラフィンはヴェネツィアのフェニーチェ劇場をはじめイタリア各地のオペラハウスに客演を重ねる一方、古巣のスカラ座で、当時の音楽監督アルトゥーロ・トスカニーニの許、副指揮者を務めるなど研鑽の日々を送っている。1907年にはロンドンのコヴェントガーデン王立歌劇場に客演、1909年にはニューヨークのメトロポリタン歌劇場の指揮者に転出したトスカニーニの後任として、スカラ座の音楽監督の地位を引き継いだ。

### 渡米
スカラ座音楽監督在任中の1913年には、ヴェローナのアレーナ・ディ・ヴェローナにおける野外オペラ公演（アレーナ・ディ・ヴェローナ音楽祭）の開催に尽力し、セラフィン自身も野外オペラ公演のタクトを執っている。スカラ座の音楽監督を1918年に辞任後、1924年にセラフィンは渡米、メトロポリタン歌劇場の指揮者を1934年まで務め、数々のイタリア・オペラのアメリカ初演を手がける一方で当地アメリカのオペラ作品にも目を配っていたという。

### 後半生
1934年に帰国したセラフィンはローマ歌劇場の音楽監督に就任、同歌劇場の黄金時代を築いている。第二次世界大戦最中の1943年にはベルクの歌劇『ヴォツェック』のイタリア初演を指揮、戦後になってからは特定の歌劇場のポスト（1962年から亡くなるまでローマ歌劇場の芸術顧問を務めてはいるが）につかずフリーの立場で各地の歌劇場に客演を重ねた。

## 評価
セラフィンは20世紀有数のイタリア・オペラ指揮者として評価され、多くの録音も残されているが、トスカニーニなどと違ってカリスマ性を前面に出すタイプとは言い難い。しかしトスカニーニら先行世代と違って、ステレオ録音が実用化された時期とその芸風の円熟期が重なり、後世の人々が良い録音によって彼の演奏を堪能できる条件が整った事は幸運だったといえるだろう。セラフィンはイタリアのオペラ指揮者の伝統に漏れず、若手歌手の発掘方面でも業績を残しており、特にマリア・カラスやマリオ・デル＝モナコを見出した業績は良く知られている。イタリア人指揮者は、海外に積極的に進出してドイツ系の交響曲なども得意とする人々と、自国を足場にオペラ指揮者としての活動に徹する人々に大きく分かれるが、セラフィンは後者を代表する巨星として死後半世紀近くを経た今もなお尊崇の対象となっている。残された録音も全てイタリアオペラまたはその序曲集であるが、実演ではドイツオペラにも積極的だった。